# Sumberwulan
Sumberwulan is een bestuurslaag in het regentschap Wonosobo van de provincie Midden-Java, Indonesië. Sumberwulan telt 1934 inwoners (volkstelling 2010).